# Opperraad voor België van de Aloude en Aangenomen Schotse Ritus
De Orde van Vrijmetselaren voor België werkend onder de Opperraad van de 33e en laatste graad van de Aloude en Aangenomen Schotse Ritus, kortweg Opperaad voor België van de Aloude en Aangenomen Schotse Ritus is een soeverein regulier korps van werkplaatsen die in de hogere gradenvrijmetselarij de Aloude en Aangenomen Schotse Ritus verleent in België.

## Geschiedenis
De opperraad werd gesticht in 1817 als Suprême Counseil du Royaume des Pays-Bas door enkele leden van Les Amis Philanthropes nº 1 met een patent vanwege de Suprême Counseil de France. Het is een korps dat het hogere gradensysteem van de Aloude en Aangenomen Schotse Ritus (A.A.S.R.) voor België bestuurt.
In de beginmaanden stond ze in concurrentie met een ander korps met Frans patent, de Suprême Counseil du 33me degré pour les Pays-Bas. Maar in december 1817 fusioneerde dit korps met de opperraad.
Dit korps zal later zijn naam wijzigen tot Opperraad van de Aloude en Aangenomen Schotse Ritus voor België. Tot 1880 zal zij in concurrentie met het Grootoosten van België (G.O.B.) staan omdat beide obediënties in zowel de drie symbolische graden als het hogere gradensysteem van de A.A.S.R. werkten.
In 1880 komt een einde aan deze toestand en wordt een historisch vriendschapsverdrag gesloten. Het Grootoosten zal vanaf dat moment formeel uitsluitend en exclusief optreden in de drie symbolische basisgraden. De opperraad in de dertig hogere graden van de A.A.S.R. Materieel was het lidmaatschap identiek. Alle leden van de opperraad waren ook lid van het Belgische Grootoosten.
Hieraan komt pas een einde in 1960, toen de opperraad eenzijdig dit verdrag opzegde. Dit gebeurde naar aanleiding van het schisma binnen het Belgische Grootoosten in 1959, waaruit de Grootloge van België (G.L.B.) is ontstaan. De opperraad koos de zijde van de regulariteit. Een nieuw en gelijkaardig vriendschapsverdrag werd gesloten tussen de G.L.B en de opperraad.
Hieraan kwam opnieuw een einde in 1979. Dit gebeurde opnieuw naar aanleiding van een schisma, ditmaal binnen de Grootloge van België. Hieruit ontstond de Reguliere Grootloge van België (R.G.L.B.). Opnieuw was de beweegreden de regulariteit. En opnieuw werd een nieuw gelijkaardig vriendschapsverdrag afgesloten tussen de opperraad en de R.G.L.B. Sedertdien heeft het korps haar naam gewijzigd in Opperraad voor België van de Aloude en Aangenomen Schotse Ritus.

## Structuur
De vereniging staat enkel open voor mannen en overkoepelt 8 Perfectieloges, 5 Kapittels, 4 Areopagi, 2 Soevereine Rechtbanken en 2 Consistories in België. De opperraad telt een 600 tal leden, afkomstig uit loges behorende tot de R.G.L.B of de Grand Lodge of Scotland.
Niet alle graden worden door ceremoniële inwijding verleend. Sommige graden worden louter administratief verleend, en andere worden daadwerkelijk voltrokken met ceremonieel. In Perfectieloges worden de 4e t.e.m. de 14e graad verleend, in Kapittels worden de 15e t.e.m. de 18e graad verleend, in Areapogi worden de 19e t.e.m. de 30 graad verleend, in Soevereine Rechtbanken wordt de 31e graad verleend en in de Consistories wordt de 32e graad verleend. De Opperraad (33e en laatste graad) kan zelf alle graden van de Ritus toekennen. (maar onthoudt zich ervan de eerste drie symbolische basisgraden te verlenen volgens een historisch akkoord sinds 1880.)

## Afdelingen
- Perfectieloges:
  - Antwerpen : De Ivoren Sleutel - Nederlandstalig
  - Brugge : Vox Orientalis - Nederlandstalig
  - Brussel : La Renaissance (fusie van het voormalige Raoul Berteaux en Le Delta) - Franstalig
  - Charleroi : L' Avenir et l'Industrie - Franstalig
  - Gent : Semper Fidelis - tweetalig
  - Leuven : Les Disciples de Salomon - Nederlandstalig
  - Luik : François-Charles de Velbruck - Franstalig
  - Péruwelz :  La Pierre d’Agate - Franstalig
- Kapittels:
  - Antwerpen : Les Vaillants Chevaliers de l'Age d'Or - Nederlandstalig
  - Brussel :La Renaissance (fusie van het voormalige Raoul Berteaux en Le Delta) - Franstalig
  - Charleroi : L'Avenir et l'Industrie - Franstalig
  - Gent : Semper Fidelis - tweetalig
  - Leuven : Les Disciples de Salomon - Nederlandstalig
- Areopagi:
  - Antwerpen: Nederlandstalig
  - Brussel: Franstalig
  - Charleroi: Franstalig
  - Gent: tweetalig
- Soevereine Rechtbanken:
  - Brussel: Nederlandstalig en Franstalig
- Consistories:
  - Brussel: Nederlandstalig en Franstalig

### Opperraad van de Aloude en Aangenomen Schotse Ritus voor België (1817)
De Opperraad telt volgende soeverein groot-commandeurs:
- 1817-1819 : Jean-Pascal Rouyer (*)
- 1819-1823 : Joseph Augustin Crassous (*)
- 1824-1829 : Dominique-Vincent Ramel-Nogaret (*)
- 1829-1840 : sedes vacante
- 1840-1855 : Pierre Albert Stevens
- 1855-1859 : Charles Adrien Carton de Familleureux
- 1859-1870 : Louis Joseph Ranwet (Chapitre des Vrais Amis de l'Union et du Progrès Réunis Bruxelles)
- 1870-1872 : Edouard Arnould Fischer (Chapitre des Vrais Amis de l'Union et du Progrès Réunis Bruxelles)
- 1872-1879 : Bruno Renard (Chapitre des Vrais Amis de l'Union et du Progrès Réunis Bruxelles)
- 1879-1890 : Pierre Van Humbeeck (Chapitre des Vrais Amis de l'Union et du Progrès Réunis Bruxelles)
- 1891-1900 : Emile de Mot (Chapitre des Vrais Amis de l'Union et du Progrès Réunis Bruxelles)
- 1900-1925 : Eugène Goblet d'Alviella
- 1925-1937 : Armand Anspach-Puissant
- 1937-1942 : Georges Pêtre
- 1942-1945 : sedes vacante
- 1945-1945 : Eugène Voets
- 1945-1948 : Fernand Levêque
- 1948-1950 : Fernand Clément
- 1950-1965 : Paul Erculise
- 1965-1981 : Raoul Berteaux
- 1981-1983 : Maurice Verbist
- 1983-1984 : Raoul Berteaux
- 1984-XXXX : Georges Kint
- XXXX-XXXX : ...
- XXXX-2002 : Jan Corbet
- 2002-2003 : Jacques Van de Calseyde

(*) lieutenanten met Franse nationaliteit in plaats van grootmeesters met Belgische nationaliteit

## Concurrerende obediënties
De Opperraad voor België van de A.A.S.R. is niet de enige obediëntie die de 30 hogere graden van de A.A.S.R. verleent. In de loop van de 20e eeuw leidde de onderlinge verdeeldheid binnen de Belgische vrijmetselarij tot een veelvoud van afsplitsingen en parallelle organisaties:
- Opperraad van de Aloude en Aangenomen Schotse Ritus voor België (1817) exclusief voor de reguliere vrijmetselarij (R.G.L.B. en G.L.S.)
- Soeverein College van de Schotse Ritus voor België (1962) exclusief voor het G.O.B.
- Opperraad Vrouwengrootloge van België (1988) exclusief voor de V.G.L.B.
- Belgische Opperraad van de Aloude en Aangenomen Schotse Ritus (2002) exclusief voor het G.O.B. en de G.L.B.
- Belgische federatie Le Droit Humain (1912), exclusief voor D.H. (1893)